# Abeba Aregawi

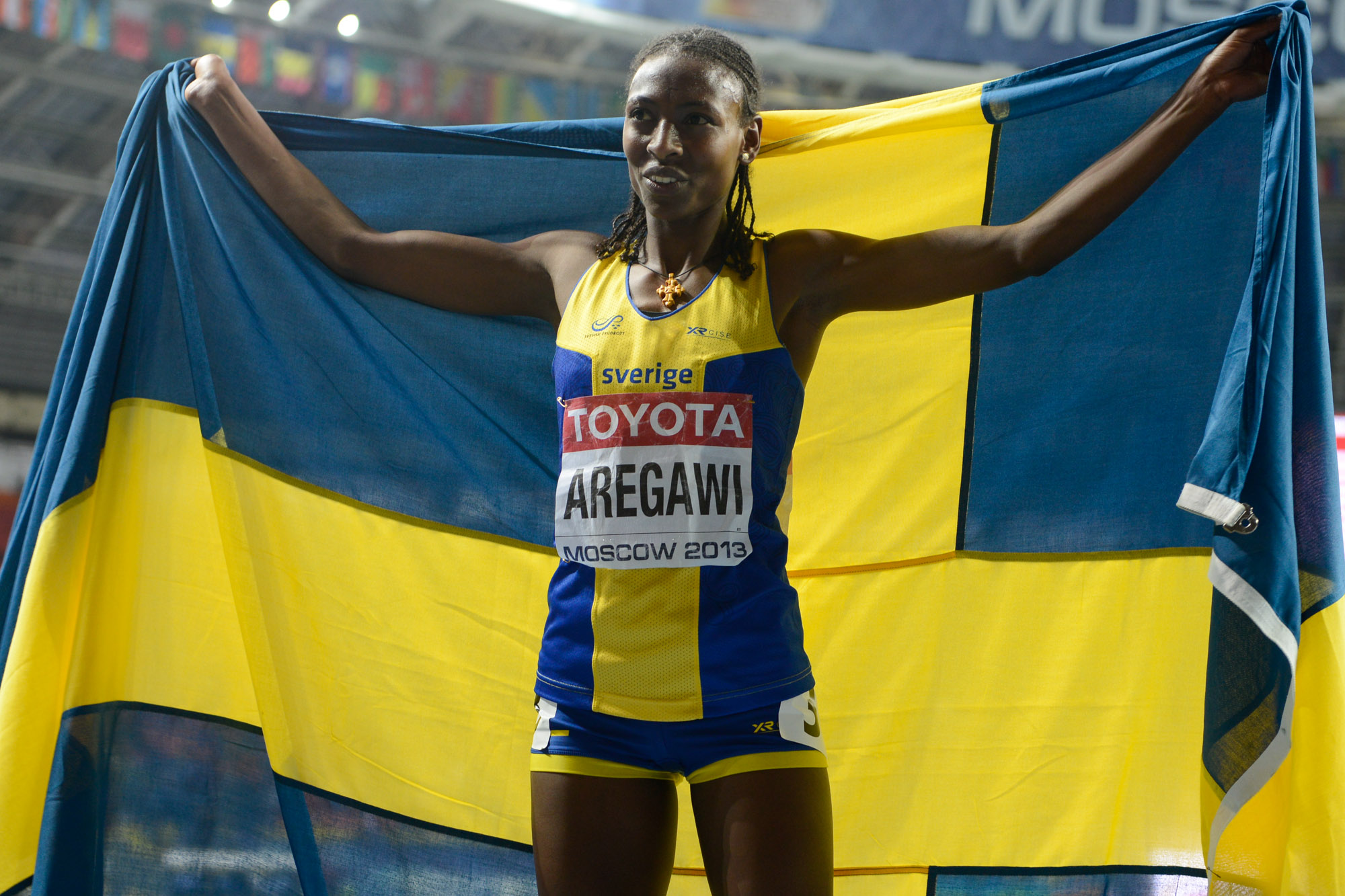
Abeba Aregawi (Moskau, 2013)

Abeba Aregawi Gebretsadik (* 5. Juli 1990 in Adigrat, Region Tigray, Äthiopien) ist eine Mittelstreckenläuferin die bis 2012 für ihr Heimatland startete und seit Ende 2012 für Schweden antritt. Sie hat sich auf die 1500-Meter-Strecke spezialisiert und hält hier eine persönliche Bestzeit von 3:56,54 min.

## Sportliche Laufbahn
Abeba begann ihre Karriere als 800-Meter-Läuferin und gewann in dieser Disziplin 2009 den äthiopischen Landestitel vor der dreifachen Meisterin Mestawat Tadesse. 
In der Saison 2010 wechselte sie auf die 1500-Meter-Distanz. Bei den Olympischen Spielen 2012 in London erreichte sie im 1500-Meter-Lauf zunächst den vierten Platz mit 4:11:03 min – 2018 wurde ihr, aufgrund von Dopingvergehen ihrer Konkurrentinnen, nachträglich die Bronzemedaille verliehen. Ihr größter Erfolg auf dieser Distanz und in ihrer gesamten Karriere war der Sieg bei den Weltmeisterschaften 2013 in Moskau. 2014 war sie bei den Hallenweltmeisterschaften in Sopot über 1500 Meter ebenfalls nicht zu bezwingen. Bei den Weltmeisterschaften 2015 in Peking landete sie auf dem sechsten Platz nach 4:12,16 min.
Am 29. Februar 2016 wurde Aregawi aufgrund eines positiven Dopingtests vorläufig gesperrt. Auch in der B-Probe wurde die seit dem 1. Januar 2016 verbotene Substanz Meldonium nachgewiesen.

## Wichtigste Siege
- 2011
  - XL Galan, Stockholm
- 2012
  - IAAF Diamond Race
  - Golden Gala, Rom
  - Bislett Games, Oslo
  - Weltklasse, Zürich
- 2013
  - XL Galan, Stockholm
  - Qatar Athletic Super Grand Prix, Doha
  - Adidas Grand Prix, New York
  - Golden Gala, Rom
  - British Grand Prix, Birmingham
  - Athletissima, Lausanne
  - Weltmeisterin über 1500 m (Moskau)
- 2014
  - Hallenweltmeisterin über 1500 m (Sopot)